# Tossal de la Molgosa
El Tossal de la Molgosa o Melgosa és una muntanya de 641 metres que es troba al municipi d'Estaràs, a la comarca catalana de la Segarra.